# Skårby viadukt
Skårby viadukt är en bebyggelse omkring en viadukt väster om E6 i Kareby socken i Kungälvs kommun. Mellan 2015 och 2020 samt från 2023 avgränsade SCB här en småort.